# Duitsland op het Eurovisiesongfestival 1969
Ein Lied für Madrid was de Duitse preselectie voor het Eurovisiesongfestival 1969.

## Selectieprocedure
Drie artiesten deden mee en elke artiest had een eigen halve finale waarin hij of zij elk drie liedjes zong. Telkens ging er een liedje door naar de grote finale.
De halve finales en de finale werden allemaal gepresenteerd door Marie-Louise Steinhauer.

## Uitslag

### Halve finales
- Elke artiest had een eigen halve finale daar zongen ze elk 3 liedjes waarvan 1 lied door ging naar de finale er werd gestemd via een jury.

| Nr. | Zanger        | Titel (Muziek/Text)                               | Punten | Plaats | YouTube |
| --- | ------------- | ------------------------------------------------- | ------ | ------ | ------- |
| 1   | Siw Malmkvist | „Dein Comeback zu mir“ (Heinz Gietz / Kurt Feltz) | 02     | 03.    |         |
| 4   | Siw Malmkvist | „Melodie“ (Heinz Korn)                            | 04     | 02.    |         |
| 7   | Siw Malmkvist | „Primaballerina“ (Hans Blum)                      | 05     | 01.    |         |

| Nr. | Zanger    | Titel (Muziek/Text)                                                      | Punten | Plaats | YouTube |
| --- | --------- | ------------------------------------------------------------------------ | ------ | ------ | ------- |
| 2   | Rex Gildo | „Lady Julia“ (Werner Scharfenberger / Kurt Feltz)                        | 04     | 02.    |         |
| 5   | Rex Gildo | „Die beste Idee meines Lebens“ (Eric Hein / Kurt Hertha)                 | 07     | 01.    |         |
| 8   | Rex Gildo | „Festival der jungen Liebe “ (Gerhard Jussenhoven / Horst Heinz Henning) | 0      | 03.    |         |

| Nr. | Zanger      | Titel (Muziek/Text)                                               | Punten | Plaats | YouTube |
| --- | ----------- | ----------------------------------------------------------------- | ------ | ------ | ------- |
| 3   | Peggy March | „ Karussell meiner Liebe“ (Werner Scharfenberger / Kurt Feltz)    | 01     | 03.    |         |
| 6   | Peggy March | „Aber die Liebe bleibt bestehen “ (Günther Sonneborn /Heinz Korn) | 04     | 02.    |         |
| 9   | Peggy March | „Hey, das ist Musik für mich “ (Heinz Korn)                       | 06     | 01.    |         |

### Finale
- De winnaar werd gekozen via een jury.

| Nr. | Zanger        | Titel (Muziek/Text)                                      | Punten | Plaats | YouTube |
| --- | ------------- | -------------------------------------------------------- | ------ | ------ | ------- |
| 7   | Siw Malmkvist | „Primaballerina“ (Hans Blum)                             | 07     | 01.    |         |
| 5   | Rex Gildo     | „Die beste Idee meines Lebens“ (Eric Hein / Kurt Hertha) | 0      | 03.    |         |
| 9   | Peggy March   | „Hey, das ist Musik für mich “ (Heinz Korn)              | 04     | 02.    |         |

## Trivia
- In het lied Primaballerina komt het woord Primaballerina 23 keer voor.
- Als intervalact trad het Echtpaar Mechthild und Rudolf Trautz op (zij dansden de rumba, samba, chachacha, Paso Doble en jive).
- De winnares Siw Malmkvist deed in 1960 ook al mee aan het Eurovisiesongfestival ze trad toen voor Zweden aan.
- Zangeres Peggy March werd getipt als de grote winnaar van het festival uiteindelijk wist Siw Malmkvist March voor te blijven met 3 stemmen.
- In totaal keek er 28% van de Duitse bevolking naar de show.